# Henricia caudani
Henricia caudani är en sjöstjärneart som först beskrevs av Jean Baptiste François René Koehler 1895.  Henricia caudani ingår i släktet Henricia och familjen krullsjöstjärnor. Inga underarter finns listade i Catalogue of Life.